# Torban

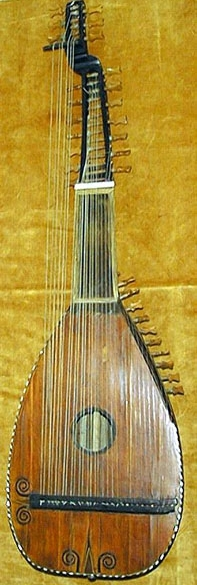
Torban.

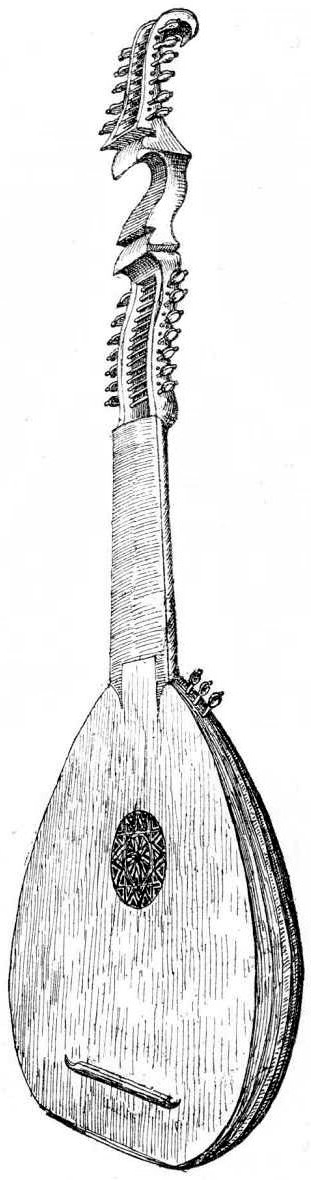
Torban del siglo XVIII.

El torban o teorban es un instrumento musical ucraniano que combina las características del laúd barroco con las del salterio. Fue inventado a partir de 1700, probablemente por influencia de la tiorba centroeuropea y de la Angélica, conocidas por los mercenarios cosacos en la Guerra de los Treinta Años. Sin embargo, hay otra versión que dice que fue un monje paulita, Tuliblovski, su inventor. El torban fue fabricado y utilizado principalmente en Ucrania, pero a veces se podía encontrar en las vecinas Polonia y Rusia. Hay aproximadamente dos docenas de ejemplares en los museos; la mayor cantidad de ellos, 14, se halla en San Petersburgo.
En la clasificación Hornbostel-Sachs tiene el número 321.321-5.
Las partituras musicales que se conservan para el torban es muy limitada, a pesar de su amplia difusión en el uso de este instrumento en Europa del Este. Fue una parte integral de la cultura urbana oral de Ucrania, así como en Rusia y Polonia (luego Imperio austrohúngaro), que controlaban parte del país después de su partición. El término "torban" se aplica con frecuencia incorrectamente en la Ucrania occidental a los instrumentos del tipo laúd barroco.
La cantidad de cuerdas, lo caro de su manufactura, y las dificultades técnicas que conllevan el torbán, hicieron de él un instrumento del campesinado ucraniano, a pesar de que sus intérpretes fueron judíos o ucranianos pobres, con unas pocas excepciones aristocráticas, como Mazepa, Andréi Razumovski, Padura, Rzewucki, entre otros. Esto selló el destino del instrumento después de la revolución rusa: fue considerado poco proletario y desaconsejado. Un predecesor del torban, la llamada kobza (algunas veces llamada bandura), era el instrumento más extendido en el pueblo llano. La diferencia del torbán es la ausencia de cuerdas graves, y está relacionado con la mandora centroeuropea y la pandura.
Avanzado el siglo XX, las bandurrias fueron fabricadas imitando el aspecto del torban, lo que ha contribuido a confundirlos.